# 谷川昌希
谷川 昌希（たにがわ まさき、1992年10月6日 - ）は、福岡県八女市出身の元プロ野球選手（投手）。右投右打。現在は阪神タイガースの打撃投手。

## 経歴

### プロ入り前
小学1年時から野球を始めると、八女市立筑南中学校時代には、硬式野球チームの『八女スカイホーク』に所属。筑陽学園高校への進学後は、2年時夏の全国高等学校野球選手権福岡大会で決勝にまで進んだものの、春夏ともに甲子園出場はできなかった。
高校卒業後は東京農業大学へ進学。2年時の春から東都大学野球2部のリーグ戦に登板。在学中には、2部リーグ戦通算30試合の登板で、5勝12敗という成績を残したが、当時は故障がちなことも災いして、NPB球団のスカウトから注目されなかった。野球部の1学年先輩に陽川尚将がいる。
大学卒業後、地元の九州三菱自動車に入部。1年目から先発の一角を担い、都市対抗野球大会には西部ガスの補強選手として出場。NPBドラフト会議での指名対象になる2年目には前年に引き続き西部ガスの補強選手として都市対抗本戦に出場。ドラフト候補にも挙がったものの、夏以降調子を落とした影響もありどの球団からも指名されなかった。3年目には、さらなる成長を遂げチームの絶対的エースとして活躍。都市対抗野球大会の九州予選においては、7日間で6試合を戦うというハードスケジュールに見舞われながらも、5試合に登板し4完投勝利を記録。チームとしては5年ぶりの出場となった都市対抗野球大会の本選では、前年度優勝チームであるトヨタ自動車との開幕戦に先発すると、延長12回にタイブレークから藤岡裕大にサヨナラ満塁本塁打を打たれたが、延長11回までを1失点に抑えるとともに13三振を奪った。9月の日本選手権大会九州予選では、本大会への出場こそならなかったものの、3完投を含む5試合連投で総投球回数が33イニングにまで達した。入社当時のチームメイトに有吉優樹がいる。さらに、第28回BFAアジア選手権へ出場する日本代表に選出。背番号18を背負い、予選ラウンド、スーパーラウンドでそれぞれ初戦に先発し勝利を収めると、台湾との決勝戦では、最終回にリリーフ登板し胴上げ投手となるなど中心選手として活躍。大会通算の防御率は0.00で、最優秀防御率のタイトルを獲得するとともに、投手としてベストナインに選ばれた。同社では営業部に所属しており、「社業では、店舗の方や顧客からもたくさん応援してもらった。車は決して安い買い物ではないので、信頼関係を築くことの大切さも改めて感じることができた」と語っている。営業部の方針で練習にも携帯電話を持参しており、顧客から連絡が入れば、練習中であっても応対していたという。
2017年度NPBドラフト会議にて阪神タイガースから5巡目指名を受け、契約金5000万円、年俸840万円（金額は推定）という条件で入団とともに、大学から直接阪神へ入団した陽川と、再びチームメイトになった。担当スカウトは田中秀太で、背番号は34。

### 阪神時代
2018年は、二軍の安芸春季キャンプ中に、埼玉西武ライオンズの二軍やKBO・ハンファイーグルスとの練習試合で好投。その結果、終盤に一軍の沖縄キャンプへ合流した。金本知憲が一軍監督へ就任した2016年以降の阪神春季キャンプ中に、二軍から一軍への昇格を果たした選手は、新人以外を含めても谷川が初めてである。キャンプ後のオープン戦では、2試合の登板をいずれも無失点で凌いだことから、首脳陣は谷川を先発要員として起用する方針を決めた。谷川はこの方針に沿って、公式戦の開幕直前から再び二軍へ合流。ウエスタン・リーグの公式戦で、5月上旬までに6試合の登板で2勝0敗、防御率2.90という好成績を残し、5月10日の対読売ジャイアンツ戦（東京ドーム）に先発投手として一軍公式戦へのデビューを果たした。しかし、4回3失点5奪三振という内容で敗戦投手となり、翌11日に二軍降格となった。二軍ではその後も先発投手として登板を重ねていたが、6月1日に中継ぎ要員として一軍へ再昇格。翌6月2日の対埼玉西武ライオンズ戦（メットライフドーム）にて、2点ビハインドの5回裏に二番手として救援登板。1イニングを無失点に抑えたが、その直後に阪神が勝ち越したことで勝利投手の権利を獲得、そのまま阪神が勝利したためプロ入り後初勝利を挙げた。
2019年は、一軍では4試合に登板し、勝ち負けなく、防御率3.68、二軍のウエスタン・リーグでは24試合の登板で4勝1敗、防御率3.24であった。11月5日、現状維持の900万円で契約更改を行った。シーズンオフにはフォークボールの習得に励み、10月に開催されたフェニックス・リーグでは、ストレートとフォークボールのみで配球を組み立てた投球を行った。

### 日本ハム時代
2021年4月17日、金銭トレードで北海道日本ハムファイターズへ移籍した。
2022年10月3日、日本ハムから戦力外通告を受けた。11月8日の12球団合同トライアウトに参加したがオファーはなく、11月16日、現役引退を決断した。

### 現役引退後
2023年1月5日、古巣の阪神タイガースに打撃投手として入団した。

## 選手としての特徴
最速149km/hの回転の良いストレートとカットボール、スライダー、カーブ、シュートを投げ、高い制球力も持ち合わせる。
完投能力が高いことや、連投に耐えられることが高く評価されている。担当スカウトの田中は「『権藤、権藤、雨、権藤』ならぬ『谷川、谷川、谷川、谷川』」、「理想は久保田智之」と表現している。谷川自身も、入団直後に「1年目から公式戦の開幕から一軍に入って、中継ぎで60試合に登板すること」を目標に挙げていた。

## 人物
愛称は「谷川セールスマン」。
権藤博や藤川球児を投手としての目標に挙げている。藤川について谷川は「投球を楽しんでいる」という印象があるとしており、中継ぎ・抑え投手としての心構えなどについて学びたいと語った。
大学時代以前は注目される選手ではなかった谷川だったが、社会人時代に大きく成長した。その要因として入社当時エースとして活躍していた有吉の存在や、プロ野球の経験を持つ指導者との出会いを挙げている。入社1年目には、当時の投手コーチである山内孝徳の指導の下、体づくりやフォーム固めを敢行。3年目には福岡市内でスポーツジムを営む小林亮寛から、負担を最小限にとどめる身体の使い方やケアの方法を学んだ。さらに山内の後任としてコーチに就任した加藤伸一から、シュートの投げ方を教わり投球の幅を広げた。

## 詳細情報

### 年度別投手成績
| 年 度     | 球 団     | 登 板 | 先 発 | 完 投 | 完 封 | 無 四 球 | 勝 利 | 敗 戦 | セ 丨 ブ | ホ 丨 ル ド | 勝 率 | 打 者 | 投 球 回 | 被 安 打 | 被 本 塁 打 | 与 四 球 | 敬 遠 | 与 死 球 | 奪 三 振 | 暴 投 | ボ 丨 ク | 失 点 | 自 責 点 | 防 御 率 | W H I P |
| --------- | --------- | ----- | ----- | ----- | ----- | -------- | ----- | ----- | -------- | ----------- | ----- | ----- | -------- | -------- | ----------- | -------- | ----- | -------- | -------- | ----- | -------- | ----- | -------- | -------- | ------- |
| 2018      | 阪神      | 7     | 1     | 0     | 0     | 0        | 1     | 1     | 0        | 0           | .500  | 62    | 12.2     | 17       | 2           | 7        | 2     | 2        | 11       | 0     | 0        | 12    | 11       | 7.82     | 1.90    |
| 2019      | 阪神      | 4     | 0     | 0     | 0     | 0        | 0     | 0     | 0        | 0           | ----  | 34    | 7.1      | 8        | 0           | 3        | 0     | 0        | 4        | 2     | 0        | 4     | 3        | 3.68     | 1.50    |
| 2020      | 阪神      | 14    | 0     | 0     | 0     | 0        | 0     | 0     | 0        | 0           | ----  | 61    | 14.1     | 13       | 2           | 4        | 1     | 2        | 15       | 1     | 0        | 8     | 8        | 5.02     | 1.19    |
| 2021      | 日本ハム  | 9     | 0     | 0     | 0     | 0        | 1     | 0     | 0        | 0           | 1.000 | 43    | 10.1     | 9        | 1           | 4        | 0     | 0        | 8        | 1     | 0        | 7     | 6        | 5.23     | 1.26    |
| 2022      | 日本ハム  | 9     | 0     | 0     | 0     | 0        | 0     | 0     | 0        | 0           | ----  | 41    | 9.1      | 10       | 1           | 3        | 0     | 0        | 8        | 0     | 0        | 5     | 4        | 3.86     | 1.39    |
| 通算：5年 | 通算：5年 | 43    | 1     | 0     | 0     | 0        | 2     | 1     | 0        | 0           | .667  | 241   | 54.0     | 57       | 6           | 21       | 3     | 4        | 46       | 4     | 0        | 36    | 32       | 5.33     | 1.44    |

- 2022年度シーズン終了時

### 年度別守備成績
| 年 度 | 球 団    | 投手  | 投手  | 投手  | 投手  | 投手  | 投手     |
| 年 度 | 球 団    | 試 合 | 刺 殺 | 補 殺 | 失 策 | 併 殺 | 守 備 率 |
| ----- | -------- | ----- | ----- | ----- | ----- | ----- | -------- |
| 2018  | 阪神     | 7     | 0     | 3     | 0     | 1     | 1.000    |
| 2019  | 阪神     | 4     | 1     | 1     | 1     | 0     | .667     |
| 2020  | 阪神     | 14    | 3     | 4     | 0     | 0     | 1.000    |
| 2021  | 日本ハム | 9     | 0     | 3     | 1     | 0     | .750     |
| 2022  | 日本ハム | 9     | 0     | 2     | 1     | 0     | .667     |
| 通算  | 通算     | 43    | 4     | 13    | 3     | 1     | .850     |

- 2022年度シーズン終了時

### 記録
初記録
- 初登板・初先発登板：2018年5月10日、対読売ジャイアンツ9回戦（東京ドーム）、4回3失点で敗戦投手
- 初奪三振：同上、1回裏に坂本勇人から空振り三振
- 初勝利：2018年6月2日、対埼玉西武ライオンズ2回戦（メットライフドーム）、5回裏に2番手で救援登板、1回を1安打無失点

### 背番号
- 34（2018年 - 2021年4月19日）
- 58（2021年4月20日 - 2022年）
- 107 （2023年 - ）

### 登場曲
- 「for you」鮫島成彬（2018年）
- 「The Greatest Show」ヒュー・ジャックマン、キアラ・セトル、ザック・エフロン、ゼンデイヤ & ザ・グレイテスト・ショーマン・アンサンブル（2019年）
- 「THE REMAIN」Pallet（2020年 - 2022年）